# NS-3763
NS-3763 je antagonist kainatnog receptora.